# Anèl·lids
Els anèl·lids (Annelida) són un gran embrancament d'animals invertebrats que conté més de 22.000 espècies vivents, entre les quals hi ha els nerèidids, els cucs de terra i les sangoneres. S'han adaptat a diversos tipus d'ecosistemes, des de medis marins com les zones de marees i les fumaroles hidrotermals a medis terrestres humits, passant per l'aigua dolça.
Els anèl·lids es consideren membres dels lofotrocozous, un «superembrancament» de protòstoms que també inclou als mol·luscs, braquiòpodes, briozous, foronis i sipúnculs.
De manera tradicional s'han diferenciat tres grups d'anèl·lids, el poliquets (quasi tots marins), oligoquets (que inclouen els cucs de terra) i hirudinis (sangoneres i afins). Per altra banda, grups com els pogonòfors i els equiürs (i potser també els sipúnculs), prèviament considerats com un embrancaments separats, ara es consideren subgrups dels poliquets.

## Morfologia

Diagrama anatòmic d'un Oligoquet: 1 - Lumen intestinal,
2 - Tiflosoli, 3 - Quetes, 4 - Cutícula,
5 - Vasos sanguinis, 6 - Epiteli, 7 - Musculatura circular,
8 - Septe del metàmer, 9 - Cèl·lula terminal del metanefridi, connectant amb el canal del metanefridi, 10 - Metanefridi,
11 - Gangli nerviós del metàmer.

Els anèl·lids mesuren des de menys d'un mil·límetre fins als 3 metres (Eunice gigantea); tenen un cos vermiforme, és a dir allargat i més o menys cilíndric, i típicament metameritzat (format per segments repetitius o metàmers). El primer segment es denomina prostomi i l'últim, pigidi (on desemboca l'anus) i no tenen celoma; la resta de metàmers sí en tenen i són iguals entre si en els grups més primitius (metameria homònoma) i o bé són diferents (metameria heterònoma). A vegades els segments anteriors estan mes o menys fusionats format un cap incipient amb la boca situada ventralment.
La paret del cos consta d'una cutícula prima i elàstica, una epidermis monoestratificada amb moltes cèl·lules glandulars, una derma connectiva i fibres musculars llises. Els poliquets presenten típicament parapodis, unes expansions laterals bilobulades proveïdes de quetes o setes quitinoses, uns filaments rígids que utilitzen per desplaçar-se. Els oligoquets no tenen parapodis, i les quetes són escasses i petites. Els hirudinis no tenen quetes ni parapodis. Cada segment o metàmer té un parell de cavitats celomàtiques plenes de líquid celomàtic que actua com a esquelet hidroestàtic, un parell de nefridis i un parell de ganglis nerviosos; en el hirudinis les cavitats celomàtiques de tots els segments estan unides.
Els anèl·lids tenen un tub digestiu complet i recte amb tres regions ben marcades, estomodeu, mesodeu el proctodeu. L'aparell circulatori és tancat i no està comunicat amb el celoma. Els vasos sanguinis es ramifiquen i formen xarxes capil·lars; el vas dorsal té parets contràctils i actua com un cor transportant la sang arterial cap a la part anterior del cos; a la part ventral hi ha vasos que transporten la sang venosa cap enrere. En molts hirudinis, l'aparell circulatori està reduït o és absent. La respiració acostuma a ser cutània, però en molts poliquets i hirudinis tenen brànquies filamentoses ramificades. Els pigments respiratoris, transportats per la sang, són hemoglobina (vermella), hemeritrina (rosa) o clorocruorina (verda). L'aparell reproductor és força diferent entre els poliquets i els clitel·lats (oligoquets i hirudinis). En els poliquets les gònades es distribueixen per nombrosos segments del cos mentre que en els oligoquets i hirudinis sempre es localitzen en una regió concreta (segments genitals).

## Reproducció
Per bé que moltes espècies es reprodueixen asexualment i utilitzen mecanismes similars per a regenerar-se després de danys importants, la reproducció sexual és el mètode habitual. La major part dels poliquets tenen els sexes separats; en canvi els clitel·lats són hermafrodites. En els poliquets la fecundació es normalment externa, mentre que en els clitel·lats té lloc a l'interior d'un capoll format pel clitel, on les cries es desenvolupen. La segmentació de l'ou és total i espiral. En els poliquets es forma una larva trocòfora que s'incorpora al plàncton durant un temps fins que s'enfonsa i fa una metamorfosi que la transforma en un adult en miniatura. En els oligoquets i hirudinis, en canvi, el desenvolupament és directe.

## Ecologia
Els cucs de terra sostenen les xarxes tròfiques terrestres, essent depredats i airejant i enriquint el sòl. L'excavació de galeries que efectuen els poliquets marins, que constitueixen un terç de totes les espècies que viuen a prop de la costa, potencia el desenvolupament dels ecosistemes facilitant que l'aigua i l'oxigen penetrin al terra marí. A més a més de millorar la fertilitat del sol, els anèl·lids serveixen als humans com a menjar i com a esquers. Els científics estudien els anèl·lids per a vigilar la qualitat de l'aigua dolça i marina. Tot i que els metges ja no utilitzen les sagnies, algunes espècies de sangoneres es consideren amenaçades perquè han estat molt criades amb aquesta finalitat en els últims pocs segles. Els enginyers estan estudiant les mandíbules dels nerèids, ja que ofereixen una combinació excepcional de lleugeresa i força.
Els anèl·lids s'alimenten de matèria orgànica. La majoria viuen en galeries que fan ells mateixos i alguns són paràsits d'altres animals.
Les sangoneres poden viure en qualsevol tipus d'aigua mentre que la contaminació d'aquesta no sigui gaire elevada i poden suportar forts corrents gràcies a les seves ventoses perquè mitjançant aquestes s'enganxen a les pedres del riu. Els oligoquets, en canvi, no tenen aquestes ventoses i són arrossegats a través del curs fluvial i es troben en aigües de les mateixes condicions en les que trobaríem les sangoneres. Aquests últims viuen en els sediments del fons dels ecosistemes aquàtics i sobre les plantes submergides.

## Registre fòssil
Donat que els anèl·lids són animals de cos tou, els seus fòssils són rars, principalment es tracta de mandíbules i de tubs mineralitzats que algunes espècies van secretar. Tot i que alguns fòssils de l'Ediacarià superior podrien representar anèl·lids, el fòssil més antic conegut que està identificat amb confiança data de fa uns 518 milions d'anys, del Cambrià inferior. Fòssils de grups de poliquets mòbils més moderns apareixen a finals del Carbonífer, fa uns 299 milions d'anys. Els científics no es posen d'acord sobre si alguns fòssils de l'Ordovicià mitjà, entre fa 472 i fa 461 milions d'anys, són restes d'oligoquets, i els fòssils segurs del grup apareixen al període Terciari, que va començar fa 65 milions d'anys.

## Taxonomia
Els anèl·lids s'han classificat tradicionalment en tres grans grups:
- Poliquets (Polychaeta). És el grup més gran dels anèl·lids i la majoria són marins. En general tots els segments són iguals, cadascun amb un parell de paràpodes i nombroses quetes. Els paràpodes s'utilitzen per a nedar, excavar i en la respiració.
- Oligoquets (Oligochaeta). Inclou els megadrils (cucs de terra), que són aquàtics i terrestres, i les famílies microdile com els tubificides, que també inclouen molts membres marins. Presenten clitel.
- Hirudinis (Hirudinea). Inclou els paràsits externs xucladors de sang (sangoneres) i depredadors de petits invertebrats i d'altres anèl·lids. De la mateixa manera que els oligoquets presenten clitel.

Segons WoRMS, els oligoquets i el hirudinis poden agrupar-se en la classe dels clitel·lats, i els equiürs (abans considerats un fílum propi) només són un ordre de poliquets, segons el següent esquema:
| Classe Polychaeta - Subclasse Echiura - Ordre Echiuroidea - Subordre Bonelliida - Subordre Echiurida - Subclasse Errantia - Ordre Amphinomida - Ordre Eunicida - Ordre Phyllodocida - Subclasse Sedentaria - Infraclasse Canalipalpata - Ordre Sabellida - Ordre Spionida - Ordre Terebellida - Infraclasse Scolecida | Classe Clitellata - Subclasse Hirudinea - Infraclasse Acanthobdellidea - Gènere Acanthobdella - Infraclasse Euhirudinea - Ordre Arhynchobdellida - Ordre Rhynchobdellida - Subclasse Oligochaeta - Ordre Capilloventrida - Ordre Crassiclitellata - Ordre Enchytraeida - Ordre Haplotaxida - Ordre Lumbriculida | Annelida incertae sedis - Classe Machaeridia † - Subclasse Palpata (nomen dubium) - Ordre Myzostomida - Família Aeolosomatidae - Família Diurodrilidae |